# Ator Meritório da Coreia Popular
Ator Meritório (Em Chosŏn'gŭl: 공훈배우) (Em Hanja: 功勳俳優) é um título honorário concedido a artistas na República Popular Democrática da Coreia, um nível abaixo do título mais alto neste campo, "Ator do Povo". Comparado aos cargos de funcionários públicos na Coreia do Sul, o Ator do Povo é conhecido por estar no nível de Vice-Ministro (Vice-Ministro do Gabinete da República Popular Democrática da Coreia), e o Ator Meritório é conhecido por estar no nível de Vice-Ministro (Diretor do Gabinete da República Popular Democrática da Coreia).
No dialeto Munhwaeo, adotado como padrão na Coreia Popular, a palavra "ator" tem um uso mais amplo do que em outros dialetos, por isso é concedida uma medalha a artistas que fizeram contribuições meritórias em todas as áreas das artes cênicas, incluindo não apenas cinema e teatro, mas também música, dança, acrobacia e mágica. O órgão que concede a outorga é o Comitê Permanente da Assembleia Popular Suprema .
Foi estabelecido em 1952 pelo Decreto do Presidium da Assembleia Popular Suprema intitulado "Sobre o Estabelecimento dos Títulos de Ator do Povo, Ator Meritório e Artista Meritório" junto com os títulos de Ator do Povo e Artista Meritório . O primeiro registro do prêmio foi concedido naquele ano ao ator de cinema Mun Ye-bong, que participou ativamente de performances missionárias durante a Guerra da Coreia e apareceu em muitos filmes realistas socialistas reconhecidos na Coreia do Norte, como The Guerilla Girl (1952).